# 森拳真
森 拳真（もり けんしん、1999年5月10日 - ）は、岐阜県揖斐郡池田町出身の陸上競技・トライアスロン選手。トヨタ自動車に所属している。

## 経歴
1歳から15歳まで競泳に取り組み、ジュニアオリンピック出場などの成績を残す。
父の影響で陸上競技を始め、中京高等学校に入学した。2016年の全国高等学校駅伝競走大会では（2016年）6区｜13位、（2017年）1区｜24位。全国高校陸上選抜大会では、1組｜22位の結果を残す。その後、トヨタ自動車に入社し、同陸上長距離部で4年間活動する。2020年中部実業団陸上競技選手権10000mでは10位、2021年には5000mで3位入賞した。
2021年、JTU認定記録会をきっかけにトライアスロンを始める。
2022年、日本U23スプリントトライアスロン選手権で優勝した。